# Taneyamagahara no yoru
Taneyamagahara no yoru (種山ヶ原の夜? lett. "La notte di Taneyamagahara") è un cortometraggio d'animazione giapponese del 2006, diretto da Kazuo Oga e tratto da un racconto scritto da Kenji Miyazawa nel 1924. Finora è inedito in italiano.